# Ковыльное (Северо-Казахстанская область)
Ковыльное (каз. Ковыльное) — село в районе имени Габита Мусрепова Северо-Казахстанской области Казахстана. Входит в состав Тахтабродского сельского округа. Находится примерно в 90 км к юго-востоку от села Новоишимское, административного центра района, на высоте 301 метра над уровнем моря. Код КАТО — 596659200.

## Население
В 1999 году численность населения села составляла 445 человек (208 мужчин и 237 женщин). По данным переписи 2009 года, в селе проживало 379 человек (186 мужчин и 193 женщины).